# Abraham Munting
Abraham Munting (* 19. Juni 1626 in Groningen; † 31. Januar 1683 ebenda) war ein niederländischer Botaniker.

## Leben und Wirken
Abraham Munting ist der Sohn von Hendrik Munting (1583–1658). Er besuchte die Lateinschule und schrieb sich am 15. Januar 1645 zum Studium an der Universität Groningen ein. Unter Martin Schook machte Munting dort seinen Abschluss mit der Arbeit De Turffs, sive de crespitibus bituminosis. Da sein Vater darauf drängte, dass er einmal den von ihm angelegten und in ganz Europa bekannten Pflanzengarten übernehmen sollte, setzte Munting seine Studien fort. Er besuchte die Universitäten von Franeker, Utrecht und Leiden, ging 1649 nach Frankreich und erhielt in Angers seinen Doktortitel. 1651 kehrte Munting nach Groningen zurück. Nach dem Tod seines Vaters 1658 übernahm er die Leitung des Botanischen Gartens von Groningen und wurde Professor für Botanik an der Universität der Stadt.
1672 veröffentlichte Munting das mit 40 Stichen versehene Werk Waare Oeffening der Planten, dem 1682 eine zweite Auflage folgte. Das erfolgreiche Werk wurde 1696 in einer dritten Auflage, jetzt mit 245 Abbildungen, veröffentlicht und 1702 von Franz Kiggelaer ins Lateinische übertragen.
Nach seinem Tod übernahm sein Sohn Albert Munting 1683 die Leitung des Botanischen Gartens von Groningen.

## Ehrentaxon
Charles Plumier benannte ihm zu Ehren die Gattung Muntingia der Pflanzenfamilie der Muntingiaceae. Carl von Linné übernahm später diesen Namen.

## Schriften (Auswahl)

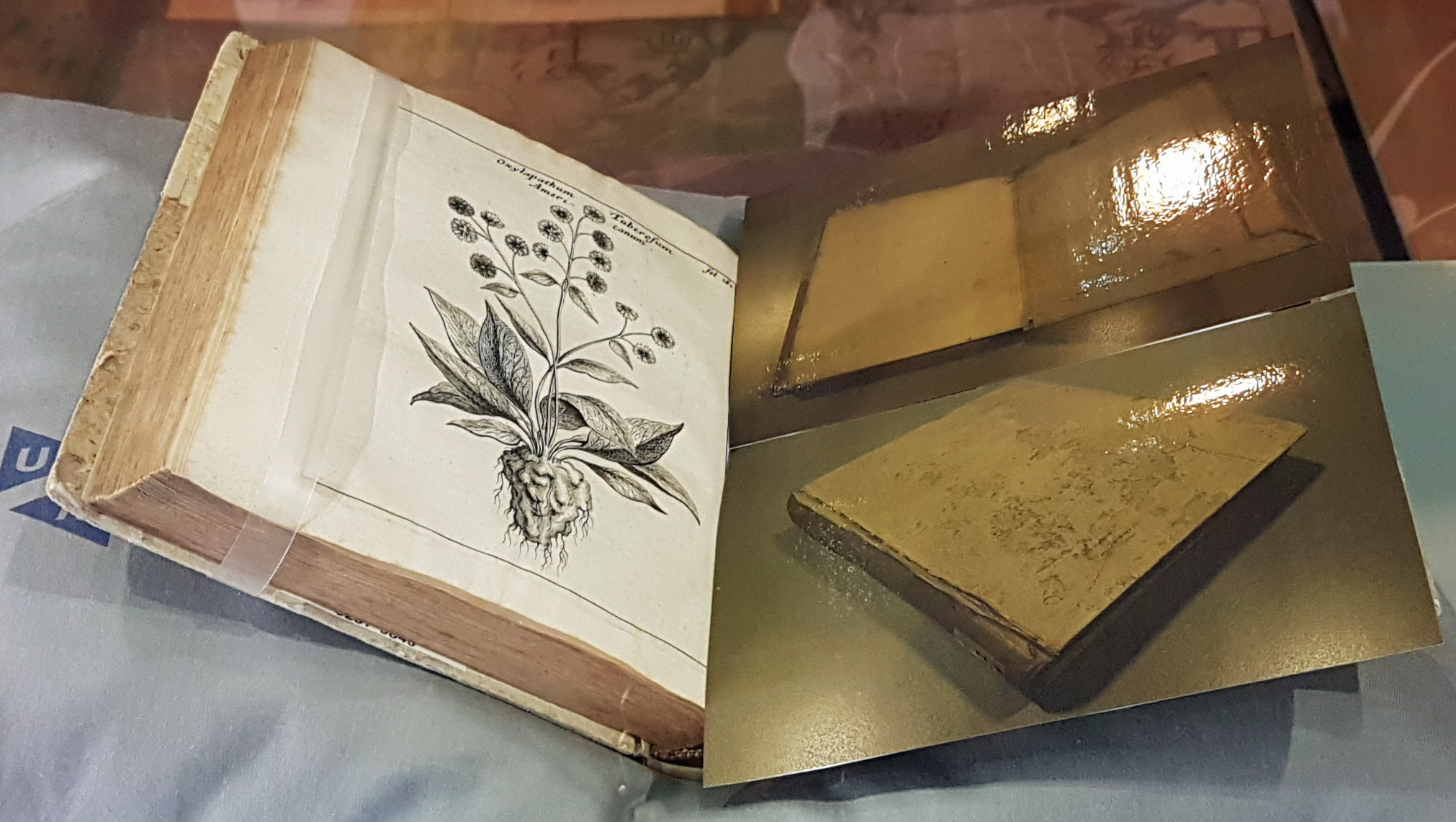
De vera antiquorum herba Britannica, usw. (Amsterdam, 1681)

- Waare Oeffening Der Planten, Waar In De rechte Aart, Natuire, en verborgene eigenschappen der Boomen, Heesteren, Kruiden, ende Bloemen, Door een veeljaarige onderzoekinge, zelfs gevonden. Gedruckt von Jan Rieuwertsz, Amsterdam 1672 (online); Digitalisierte Ausgabe der Universitäts- und Landesbibliothek Düsseldorf
- De Vera Antiquorum Herba Britannica Ejusdemque efficacia contra Stomacaccen, seu Scelotyrben. Gedruckt von Hieronymus Sweerts, Amsterdam 1681.
- Aloidarium, Sive Aloës Mucronato Folio Americanæ Majoris, Aliarumque ejusdem speciei Historia: in qua Floridi illius Temporis, Loci, Naturæ, Culturæ, nec non Qualitatum Ratio paucis enarratur. Amsterdam 1680 – gemeinsam mit dem nächsten Werk:
- Nauwkeurige beschrijving der aardgewassen. waarin de veelerley aarten bijzondere eigenschappen der boomen, heesters, kruyden, bleomen, met haare vrugten, zaden, wortelen en bollen, neevens derzelver waare voort-teeling, gelukkige aanwinning en heylzaame geneeskrachten, na den veel-jarige oeffening en eigene ondervinding, in drie onderscheide boeken, naauwkeuriglijk beschreeven worden. Utrecht/Leiden 1696 (online).
- Phytographia Curiosa, exhibens Arborum, Fruticum, Herbarum & Florum Icones… Amsterdam/Leiden 1702.

## Nachweise

## Weiterführende Literatur
- Arie Johan Vanderjagt: ‘Des werrelds tuin’ : Henricus (1583–1658) en Abraham (1626–1683) Munting: overwinnaars van de natuur in Groningen. In: ‘Oefenschool der muzen, werkplaats der wetenschap’: de stichting van de Groninger academie in 1614. Verloren, Hilversum 2014, ISBN 978-90-367-4669-4, S. 191–212.